# Turrivalignani
Turrivalignani è un comune italiano di 807 abitanti della provincia di Pescara in Abruzzo, nella parte centrale della Val Pescara.

## Storia

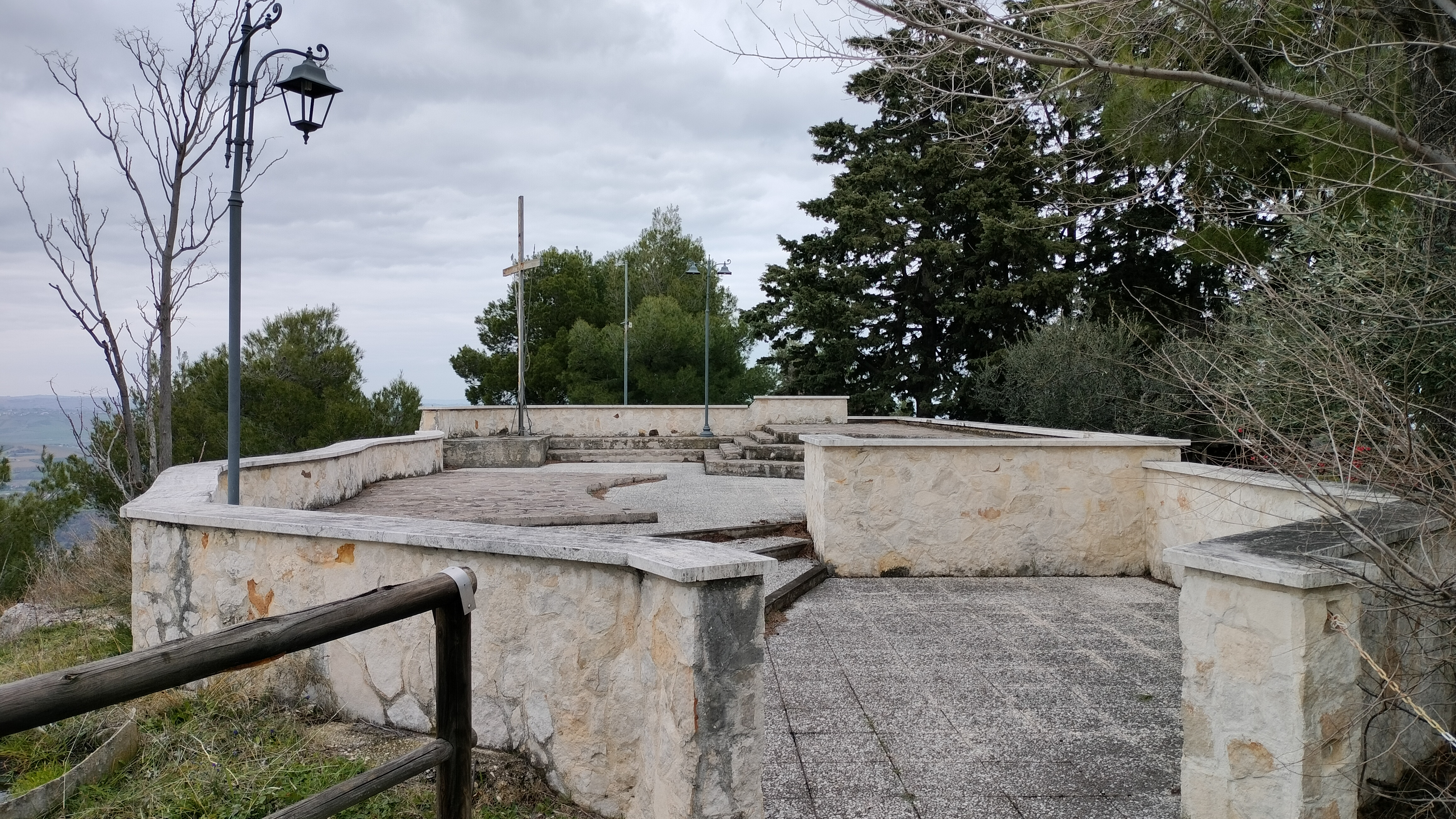
Belvedere

Il centro si affermò nel XIII secolo quando vennero costruite le chiese di Santo Stefano e San Giovanni, una delle quali gestita dai monaci celestiniani che seguivano la regola di Pietro da Morrone. Una più antica menzione della pieve di San Giovanni risale al 1115 in una bolla di Papa Pasquale II in cui l'edificio di culto compare come possedimento della diocesi teatina. Nel '700 il feudo, noto come Turri, appartenne alla famiglia teatina nobile dei Valignani. Nel XX secolo assunse il nome attuale.
Nel dopoguerra molti giovani partirono per il Belgio, precisamente per la Vallonia, per andare a lavorare nelle decine di miniere che allora rendevano quell'area, il più importante bacino carbonifera d'Europa.
Purtroppo 8 agosto 1956 una tragedia senza precedenti, passata alla storia come Disastro di Marcinelle, sconvolse il tranquillo paese di Lettomanoppello.
Divampo'un incendio in uno dei pozzi della miniera di carbone del Bois Du Cazier, a Marcinelle, oggi frazione di Charleroi, in Belgio, causò la morte di 262 persone di 12 diverse nazionalità, tra cui 136 italiane e di queste 10 erano originarie di Turrivalignani. 
Oggi un monumento antistante il Teatro Comunale, ricorda le vittime della immane tragedia.

## Monumenti e luoghi d'interesse

### Abbazia di San Giovanni Battista e San Vincenzo

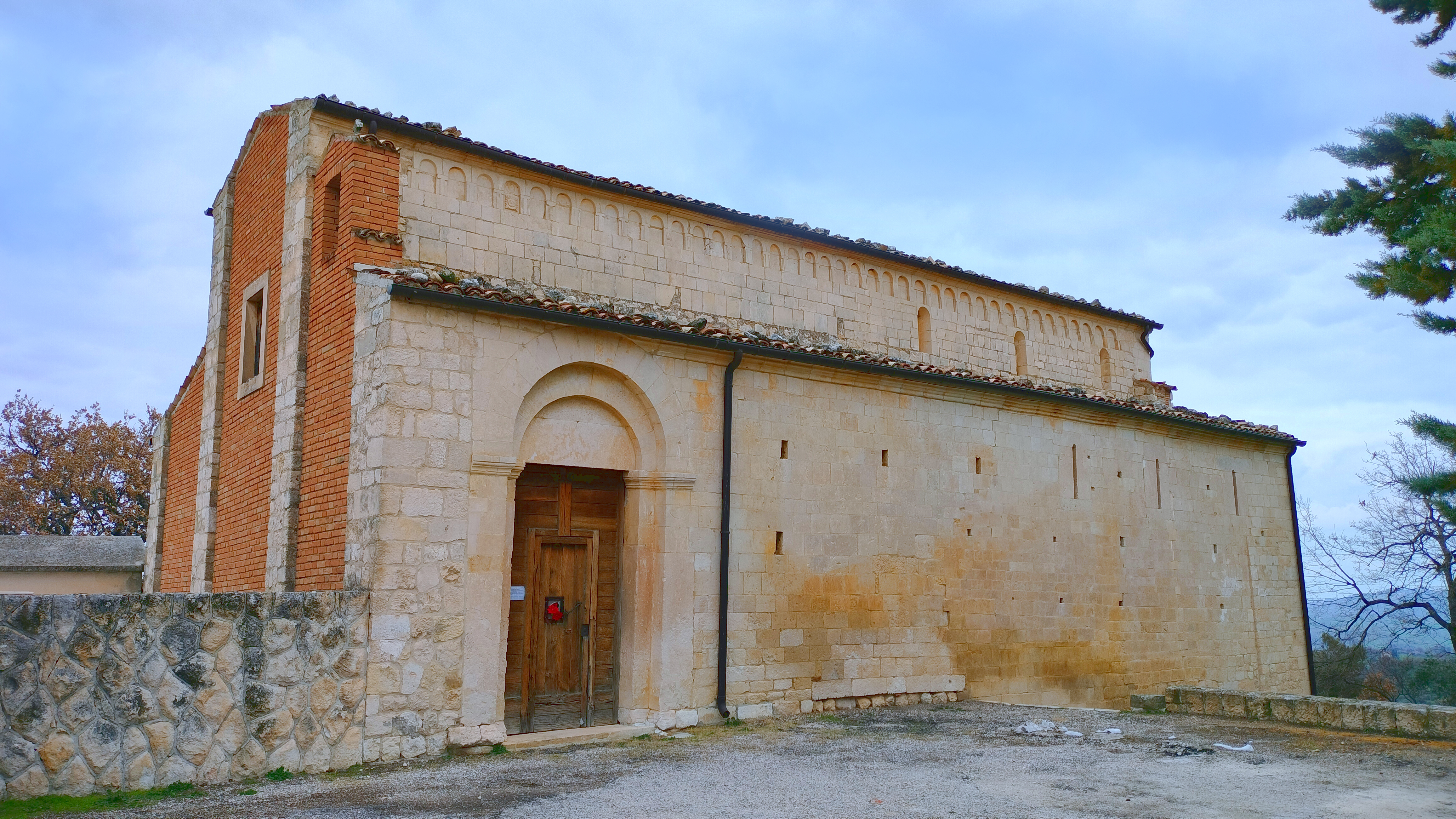
Abbazia di San Giovanni Battista e San Vincenzo

Si trova presso il cimitero comunale. Fondata nel XIII secolo, ha un impianto a croce latina con tre navate interne e tre absidi. Il materiale è in pietra di montagna. Il portale principale trilobato con lunetta si trova sul fianco che si affaccia sulla strada, e non sulla facciata, rimodellata nel Novecento. L'interno ha due ordini di colonne circolari, ed una cripta dedicata a San Giovanni, conservante una statua antichissima del santo.

### Chiesa parrocchiale di Santo Stefano

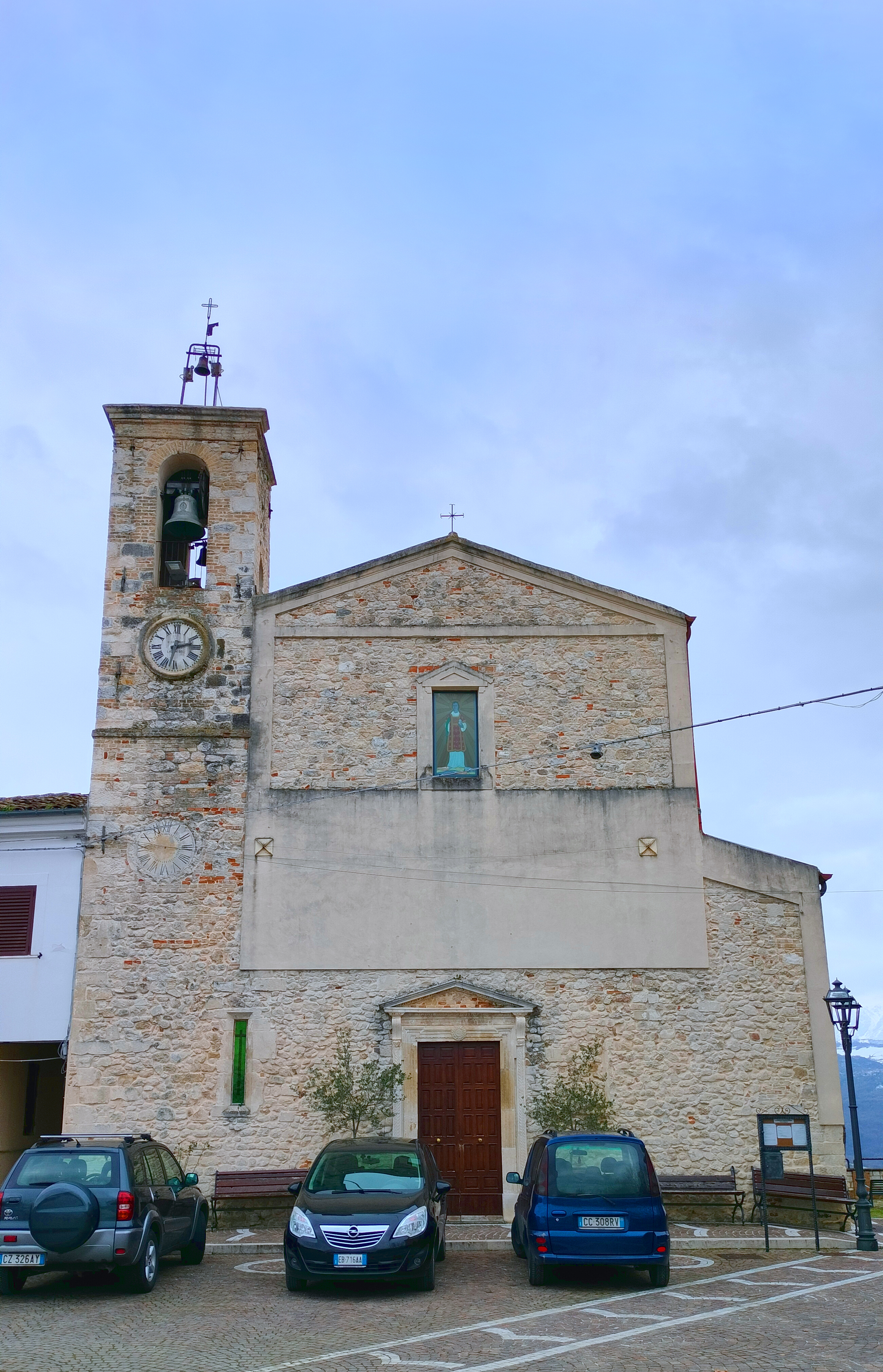
Chiesa di Santo Stefano

La chiesa fu costruita nel XIV secolo, e rimodellata nel Rinascimento. Costruita in pietra locale, conserva una facciata cinquecentesca con il tipico portale classicheggiante. Il campanile è a torre quadrata. L'interno barocco è a navata unica.

### Ripe di Turrivalignani
Si tratta di un gruppo di calanchi naturali che sorgono a fianco lo sperone del centro. Modellati dalla natura e dalle piogge, sono una delle principali attrazioni del parco nazionale della Maiella.

## Società

### Evoluzione demografica
Abitanti censiti

## Amministrazione
| Periodo         | Periodo         | Primo cittadino  | Partito      | Carica                  | Note |
| --------------- | --------------- | ---------------- | ------------ | ----------------------- | ---- |
| 14 giugno 2004  | 7 giugno 2009   | Roberto Di Cecco | Lista Civica | Sindaco                 |      |
| 8 giugno 2009   | 10 gennaio 2013 | Roberto Di Cecco | Lista Civica | Sindaco                 |      |
| 12 gennaio 2013 | 26 maggio 2013  | Melania Mucci    |              | Commissario Prefettizio |      |
| 27 maggio 2013  | 10 giugno 2018  | Luigi Canzano    | Lista civica | Sindaco                 |      |
| 10 giugno 2018  | in carica       | Giovanni Placido | Lista civica | Sindaco                 |      |